# IC 3105
IC 3105 је галаксија у сазвјежђу Дјевица која се налази на листи објеката дубоког неба у Индекс каталогу.
Деклинација објекта је + 12° 23' 10" а ректасцензија 12h 17m 33,5s. Привидна величина (магнитуда) објекта IC 3105 износи 14,0 а фотографска магнитуда 14,6. IC 3105 је још познат и под ознакама UGC 7326, MCG 2-31-80, CGCG 69-130, VV 432, VCC 241, PGC 39431.